# Singivagge

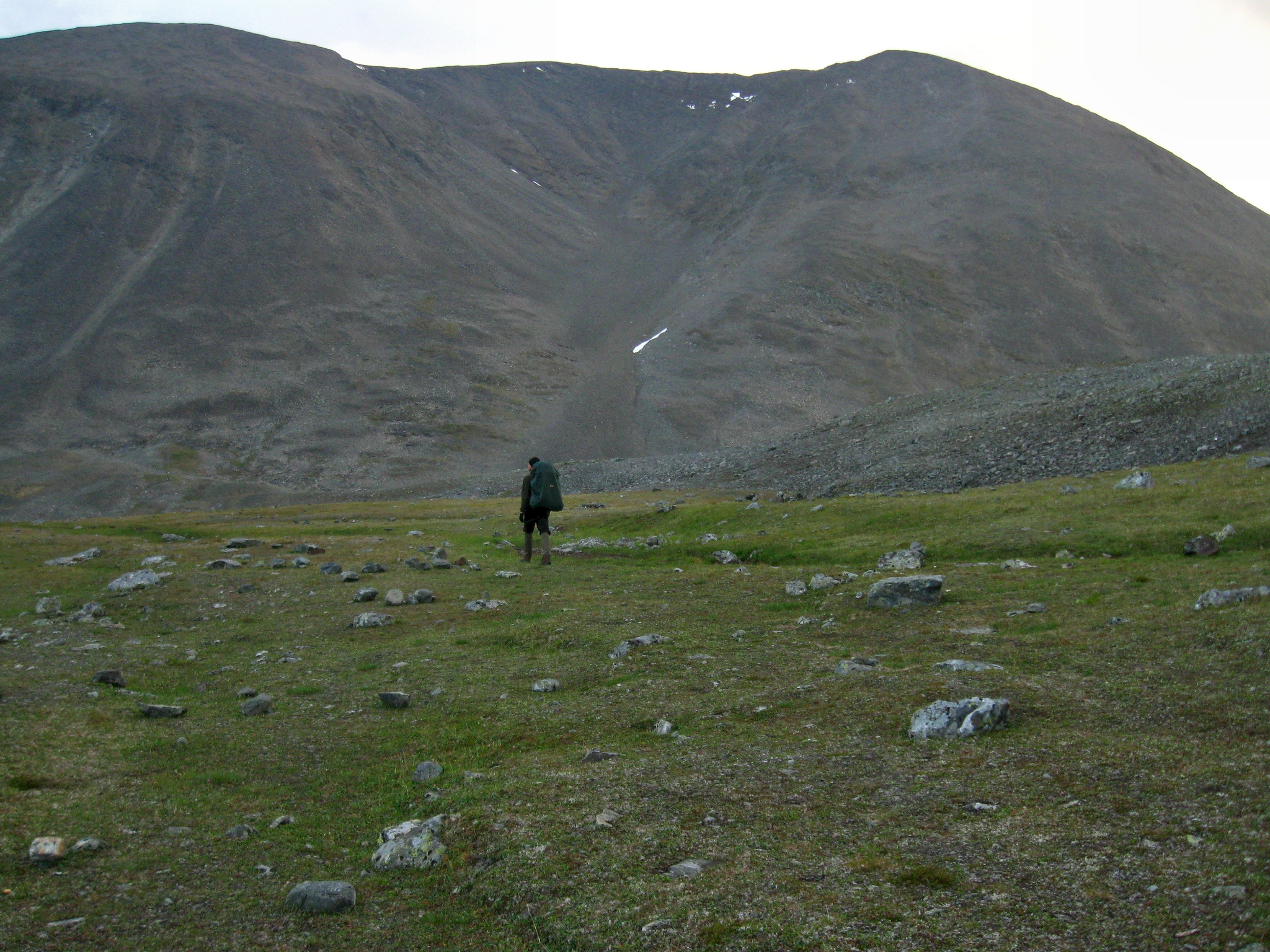
Vandrare på väg ner från Kebnekaise via Durlings led. Dalen i bakgrunden är Singivagge.

Singivagge (nordsamiska Singivággi) är en dalgång i Kebnekaiseområdet, norra Lappland. Singivaggi börjar I väster med Tjäktjavagge och går österut mot/längs med Guobirtjåkka, Singitjåkka, Singipakte, Vierramvare och Tolpagorni och löper slutligen ut i Ladtjovagge. Dalens högsta punkt ligger på 995 möh, väster om Singijaureh.